# ¡Soborno!
¡Soborno! es una historieta de 1977 del dibujante de cómics español Francisco Ibáñez protagonizada por Mortadelo y Filemón. 

## Sinopsis
Se están cometiendo una serie de sobornos en la ciudad. El culpable, Rodolfo Cobardino y su banda, soborna a todo el mundo para conseguir sus propósitos. Mortadelo y Filemón deberán conseguir pruebas para poder encarcelarlo.

## En otros medios
- Ha sido adaptado al completo en el episodio de la serie de televisión sobre los personajes, aunque recibe el nombre El caso de los sobornos.[2]

## Influencia
El comienzo de la historieta, en la que un árbitro de fútbol sobornado hace unas trampas increíbles para favorecer a uno de los equipos se ha usado varias veces en foros de Internet para intercambiar pullas entre aficionados al fútbol. Además varias viñetas de esa escena se calcaron en la historieta apócrifa El rayo transmutador.